# Rio da Direita
Rio da Direita är ett vattendrag i Brasilien.   Det ligger i delstaten Pará, i den centrala delen av landet, 1 200 km norr om huvudstaden Brasília.
I omgivningarna runt Rio da Direita växer i huvudsak städsegrön lövskog. Runt Rio da Direita är det glesbefolkat, med 8 invånare per kvadratkilometer.